# Aude Léa Rapin
Pour les articles homonymes, voir Rapin.
Aude Léa Rapin, née le 30 mai 1984 à Fontenay-le-Comte (Vendée), est une réalisatrice française.

## Biographie
Marquée par la guerre de Bosnie, elle entre en relation avec le Centre André-Malraux de Sarajevo fondé par Francis Bueb. Elle séjourne au cours des années 2000 en Bosnie-Herzégovine où elle travaille comme vidéaste. 
De retour en France, elle passe le concours de l'Atelier scénario de la Fémis. En 2010, elle réalise un premier court-métrage, Nino's place, né d'une rencontre avec une femme de Srebrenica à la recherche de la tombe de son fils Nino. Le film remporte le Prix du Grand reportage au Festival international des Droits humains de Genève. 
Elle réalise en 2013 le documentaire Enclave, consacré à Gojbulja, village albanais du Kosovo, pour lequel elle est récompensée aux Étoiles de la Scam 2015. Elle signe également deux courts-métrages de fiction : La météo des plages en 2014, présenté dans de nombreux festivals, et Ton cœur au hasard en 2015, qui lui vaut plusieurs récompenses, dont le Grand prix national au Festival international de Clermont-Ferrand. 
En 2016, elle co-écrit, avec Jonathan Couzinié, le scénario de Que vive l'empereur, dont elle est réalisatrice et chef-opératrice, et qui reçoit également plusieurs prix.  
En 2018, elle réalise son premier long-métrage, Les héros ne meurent jamais, mettant en scène Adèle Haenel, ainsi que ses anciens complices Jonathan Couzinié et Antonia Buresi, qui l'ont accompagnée dans ses précédents courts-métrages. Le film, dont l'action se situe de nouveau en Bosnie-Herzégovine, est le point d'aboutissement d'un fil conducteur initié depuis son premier opus, Nino's place, amplifiant la quête de la tombe mystérieuse d'une thématique de la réincarnation. Présenté en séance spéciale à la Semaine de la Critique, durant le Festival de Cannes 2019, il sort en salle en 2020,,,. 

## Filmographie

### Courts-métrages
- 2010 : Nino's Place (documentaire)
- 2014 : Enclave (documentaire)
- 2014 : La Météo des plages (fiction)
- 2015 : Ton cœur au hasard (fiction)
- 2016 : Que vive l'empereur (fiction)

### Longs-métrages
- 2019 : Les héros ne meurent jamais
- 2024 : Planète B

### Série télévisée
- 2020 : Hobbies (saison 2, épisodes 1 Différent et 5 Fortune)